# Alticolana
Alticolana is een geslacht van rechtvleugeligen uit de familie sabelsprinkhanen (Tettigoniidae). De wetenschappelijke naam van dit geslacht is voor het eerst geldig gepubliceerd in 1941 door Zeuner.

## Soorten
Het geslacht Alticolana omvat de volgende soorten:
- Alticolana alticola Tarbinsky, 1930
- Alticolana atroflava Bey-Bienko, 1951
- Alticolana crassipes Bey-Bienko, 1951